# Voice 2
Voice 2 (Hangul: 보이스 2; RR: Boiseu 2), es una serie de televisión surcoreana transmitido del 11 de agosto del 2018 hasta el 16 de septiembre del 2018 a través de OCN. La serie es la segunda temporada de la popular serie Voice (2017).
La tercera temporada de la serie titulada Voice 3 fue estrenada en el 2019.

## Sinopsis
La serie sigue a los empleados del centro de llamadas de emergencia 112, mientras luchan contra crímenes usando los sonidos que escuchan.
Kang Kwon-joo, es una experta perfiladora de la voz, que continúa trabajando incansablemente como la encargada del equipo Golden Time del centro de llamadas de emergencias del 112, donde utiliza su audición de primer nivel para salvar vidas. Cuando se trata de responder a una emergencia dentro del vital "tiempo dorado", Kwon-joo es la mejor y junto al detective Do Kang-woo, irán en la búsqueda de los criminales.
Cuando Kwon-joo pierde a un colega por un asesino en serie se une al duro detective Do Kang-woo, quien también perdió a su compañero a manos del mismo asesino en serie, para atrapar al responsable.

## Reparto

#### Personajes principales
| Actor                              | Personaje                 | Nº de episodios | Notas |
| ---------------------------------- | ------------------------- | --------------- | --- |
| Lee Ha-na                          | Kang Kwon-joo             | 12              | Es la carismática experta en perfiles de asesinos y la líder de equipo del centro "Golden Time". |
| Lee Jin-wook Bae Gang-yoo (배강유) | Det. Do Kang-woo / Kosuke | 12 10-12        | Es el hábil líder del equipo de despacho de "Golden Time". Kang-woo es brutalmente honesto y carece de habilidades sociales. Puede mirar la escena del crimen desde el punto de vista del autor y detectar el estado mental del criminal simplemente analizando la escena. Tiene una cicatriz en su rostro, la cual fue hecha por un asesino en serie quien lo dio por muerto luego de golpearlo y lanzarlo por la borda, después de obligarlo a presenciar el asesinato de su colega. |
| Kwon Yul Kim Tae-yong (김태용)     | Bang Je-soo               | 12 11-12        | Es un hombre inteligente cuya imagen amable oculta su verdadera personalidad, la de un asesino en serie. Es el responsable de la muerte cruel de varias personas, debido a un incidente traumático de su infancia, lo que lo motiva a asesinar. Jae-soo también colecciona partes del cuerpo de sus víctimas. |

### Personajes recurrentes

#### Personal del Centro de Reportes de Poongsan 112 (Equipo Golden Time)
| Actor                   | Personaje          | Nº de episodios | Notas                                        |
| ----------------------- | ------------------ | --------------- | -------------------------------------------- |
| Son Eun-seo             | Park Eun-soo       | -               | Es una especialista en idiomas y traductora. |
| Kim Joong-ki (김중기)   | Det. Park Joong-ki | -               | Es un detective.                             |
| Song Boo-gun (송부건)   | Det. Goo Gwang-soo | -               | Es un detective.                             |
| Kim Woo-seok            | Jin Seo-yool       | -               | Es un miembro del equipo Golden Time.        |
| Kwon Hyuk-hyun (권혁현) | Jeon Yong-shik     | -               | Es un miembro del equipo Golden.             |
| Na Seok-min (나석민)    | -                  | -               | Es un miembro del equipo Golden.             |

#### Personal de la Unidad de Crímenes Violentos de la Policía
| Actor                  | Personaje             | Episodio donde apareció | Notas                                                         |
| ---------------------- | --------------------- | ----------------------- | ------------------------------------------------------------- |
| Kim Hong-pa            | Eo Soo-yeol           | -                       | Es el jefe de la estación de policía de Poongsan.             |
| Yoo Seung-mok          | Na Hong-soo           | -                       | Es el jefe del equipo de la unidad contra crímenes violentos. |
| Kim Ki-nam (김기남)    | Det. Yang Choon-byung | -                       | Es un detective de la unidad de crímenes violentos.           |
| Park Tae-sung (박태성) | Kang Jong-suk         | 4-5                     | Es el hijo de Won Soon-hee.                                   |

#### Amigos y familiares
| Actor                                          | Personaje     | Episodio donde apareció | Notas |
| ---------------------------------------------- | ------------- | ----------------------- | --- |
| Ahn Se-ha                                      | Kwak Dok-ki   | 1                       | Es el mejor amigo de Do Kang-woo. |
| Hong Kyung-in (홍경인) Noh Hyung-wook (노형욱) | Na Hyung-joon | 11 1-2                  | Es el hermanastro de Na Hong-soo y el compañero de trabajo de Do Kang-woo. Tres años atrás Hyung-joo fue asesinado por un hombre que utiliza un sombrero, quien también ataca a Kang-woo. Cuando Kang-woo se recupera jura vengar la muerte de su compañero y va detrás de su asesino. |
| So Hee-jung (소희정)                           | Moon Mi-sook  | 1-2, 6                  | Es la esposa de Jang Kyung-hak. |
| Joo Min-ha (주민하)                            | An Hee-jin    | 4-5                     | Es la esposa del detective Park Joong-ki e hija de Jang Kyung-hak. |
| Jeon Ye-seo                                    | -             | 9, 11-12                | Es la madre de Bang Je-soo. |
| Oh Yoon-hong (오윤홍)                          | Joo Hye-jung  | 11                      | Es la cohabitante del jefe Na Hong-soo. |

### Otros personajes
| Actor                    | Personaje                          | Episodio donde apareció | Notas                                                                                             |
| ------------------------ | ---------------------------------- | ----------------------- | ------------------------------------------------------------------------------------------------- |
| Hwang Man-ik (황만익)    | Woo Hyun-sik                       | -                       |                                                                                                   |
| Jung Jin (정진)          | Jang Soo-bok                       | 1-2                     | Es el cómplice de Bang Je-soo.                                                                    |
| Yoon Byung-hee (윤병희)  | Kang Doo-won                       | 1, 5-6                  | Es un secuestrador.                                                                               |
| Park Ok-chool (박옥출)   | -                                  | 1                       | Es la rehén de Kang Doo-won.                                                                      |
| Kim Seo-kyung (김서경)   | Kim Kun                            | 2                       | Es el repartidor del restaurante chino.                                                           |
| Jung Eun-kyung (정은경)  | Oh Soon-im                         | 2-3                     | Es la madre de Hwang Hee-joo y Hwang Ji-wook.                                                     |
| Lee Joo-won (이주원)     | Hwang Ji-wook                      | 2-3                     |                                                                                                   |
| Jung Na-jin              | Hwang Ki-hyuk                      | 2-3                     | Es el padre de Hwang Ji-wook.                                                                     |
| Yeon Je-wook (연제욱)    | Yeom Ki-tae                        | 2-3                     | Es el agresor de un caso violación de niños de hace 6 años.                                       |
| Lee Yoo-mi (이유미)      | Hwang Hee-joo                      | 3                       | Es la víctima de un caso de violación infantil de hace 6 años.                                    |
| Heo Ji-won (허지원)      | Kwak Min-soo                       | 3-4                     |                                                                                                   |
| Yun Woon-kyung (연운경)  | Won Soon-hee                       | 4-5                     | Es una víctima de estafa de voz.                                                                  |
| Jang Hee-jung (장희정)   | Baek Mi-ja Wang Ok-ryeo Oh Jin-sul | 4-5                     |                                                                                                   |
| Lee Kwang-se (이광세)    | Kim Sang-goo                       | 4-5                     |                                                                                                   |
| Jin Mo (진모)            | Geum Tak-wi                        | 4-5                     |                                                                                                   |
| Go Dong-eob (고동업)     | Lee Hyuk-jin                       | 4-8                     | Es el guardia de seguridad de los apartamentos.                                                   |
| Jang Haet-sal (장햇살)   | -                                  | 5                       | Es una estafadora de voz.                                                                         |
| Geum Kwang-san (금광산)  | -                                  | 5                       | Es un falso agente de viajes.                                                                     |
| Kim Shi-young (김시영)   | Hwang Mal-soon                     | 5-8                     | Es una residente de los apartamentos y vecina de Bang Je-soo.                                     |
| Shin Yun-mi (신연미)     | Jung Han-byul                      | 6                       | Es una persona que revisa los archivos de Ko David.                                               |
| Kim So-sook (김소숙)     | -                                  | -                       |                                                                                                   |
| Choi Chan-sook (최찬숙)  | -                                  | -                       |                                                                                                   |
| Kim Do-hye (김도혜)      | Fujiyama Miho                      | 7-12                    |                                                                                                   |
| Eun Hae-sung (은해성)    | Kang Sol                           | 7                       | Es un presentador que interactúa con los espectadores a través de transmisiones mediante un chat. |
| Jo Ryeon (조련)          | -                                  | 7                       | Es la tía de Jo Ah-jin.                                                                           |
| Baek Sang-hee (백상희)   | -                                  | -                       |                                                                                                   |
| Kim Ik-tae (김익태)      | Ph. D. Sung                        | 8-11                    | Es un doctor forense.                                                                             |
| Yang Seung-gul (양승걸)  | -                                  | 8                       | Es un policía guardacostas.                                                                       |
| Kim Jong-goo (김종구)    | -                                  | 9                       | Es el padre de Son Ho-min.                                                                        |
| Seo Gyung-hwa (서경화)   | -                                  | 9                       | Es la madre de Son Ho-min.                                                                        |
| Gil Ha-ra (길하라)       | Kim Yi-seul                        | 9                       | Es una de las víctimas de Son Ho-min.                                                             |
| Cha Min-ji (차민지)      | Go Ye-ji                           | 9                       | Es una de las víctimas de Son Ho-min.                                                             |
| Joo Bo-young (주보영)    | Jo Hye-sun                         | 9                       | Es una de las víctimas de Son Ho-min.                                                             |
| Lee Da-hae (이다해)      | Jo Yoo-sun                         | 9                       | Es la hermana de Jo Hye-sun.                                                                      |
| Ok Joo-ri (옥주리)       | -                                  | 9                       | Es una de las residentes de los apartamentos y vecina de Bang Je-soo.                             |
| Kim Jin (김진)           | -                                  | 10                      | Es la madre de la niña japonesa.                                                                  |
| Lee Young-suk (이영석)   | -                                  | 11-12                   | Es un adulto mayor en el auto.                                                                    |
| Kim Han-joon (김한준)    | Ha Min-hyuk                        | 12                      | Es un fiscal.                                                                                     |
| Ha Soo-ho (하수호)       | -                                  | 12                      | Es el secuestrador de "Dream Goshiwon".                                                           |
| Min Dae-shik (민대식)    | -                                  | -                       |                                                                                                   |
| Jung Dong-geun (정동근)  | -                                  | -                       | Es un miembro del escuadrón de la policía.                                                        |
| Jun Jeong-il (전정일)    | -                                  | -                       | Es un rehén.                                                                                      |
| Jang Joon-young (장준영) | -                                  | -                       | Es un reportero.                                                                                  |
| Moon Jung-gi (문정기)    | -                                  | -                       |                                                                                                   |
| Kang Ae-shim             | -                                  | -                       | Es una falsa doctora.                                                                             |
| Lee Seung-joon (이승준)  | Kim Bong-soo                       | -                       | Es el ingeniero del servicio del elevador.                                                        |
| Ryu Ye-ri (류예리)       | Heo Soo-ji                         | -                       |                                                                                                   |
| Uhm Tae-yoon (엄태윤)    | -                                  | -                       |                                                                                                   |
| Hong Ru-hyun (홍루현)    | -                                  | -                       | Es una reportera.                                                                                 |
| Park Ha-joon (박하준)    | -                                  | -                       |                                                                                                   |
| Park Shi-jin (박시진)    | -                                  | -                       |                                                                                                   |
| Cha Geon-woo (차건우)    | -                                  | -                       |                                                                                                   |

### Apariciones especiales
| Actor               | Personaje              | Episodio donde apareció | Notas |
| ------------------- | ---------------------- | ----------------------- | --- |
| Jae Hee             | Son Ho-min             | 8-9                     | |
| Lee Jung-shin       | Lee Jae-il ("Cricket") | 8                       | Es un asesino. |
| Lee Sang-yi         | Wang Ko                | 6-7                     | Es un camarógrafo. |
| Park Eun-seok       | Ko David               | 6-7                     | Es un presentador que interactúa con los espectadores a través de transmisiones mediante un chat. |
| Yoo Hye-in (유혜인) | Jo Ah-jin              | 6-7                     | Es una joven víctima. |
| Lee Hae-young       | Jang Kyung-hak         | 1-2                     | Es el jefe de la unidad de crímenes violentos, quien es asesinado por un misterioso asesino en serie que usa un sombrero. Su asesino también es responsable de la muerte del detective Na Hyung-joon. |

## Episodios
La serie estuvo conformada por 12 episodios, los cuales fueron emitidos todos los sábados y domingos a las 22:00 (zona horaria de Corea (KST)).
Durante la conferencia de prensa, el director Lee Seung-young anunció que la serie sólo estaría conformada por 12 episodios, ya que el escritor había escrito la segunda temporada con la tercera temporada de la serie en mente.

### Ratings
Los números en color rojo indican las calificaciones más bajas, mientras que los números en azul indican las calificaciones más altas.
| N.º      | Fecha de emisión         | Participación promedio de audiencia | Participación promedio de audiencia | Participación promedio de audiencia |      |
| N.º      | Fecha de emisión         | AGB Nielsen                         | AGB Nielsen                         | TNmS                                | TNmS |
| N.º      | Fecha de emisión         | Nacional                            | Seúl                                | Nacional                            |      |
| -------- | ------------------------ | ----------------------------------- | ----------------------------------- | ----------------------------------- | ---- |
| 1        | 11 de agosto de 2018     | 3.938%                              | 4.579%                              | 4.2%                                |      |
| 2        | 12 de agosto de 2018     | 4.699%                              | 5.553%                              | 5.0%                                |      |
| 3        | 18 de agosto de 2018     | 4.462%                              | 5.165%                              | 4.9%                                |      |
| 4        | 19 de agosto de 2018     | 4.950%                              | 5.737%                              | 5.8%                                |      |
| 5        | 25 de agosto de 2018     | 5.156%                              | 5.627%                              | 5.8%                                |      |
| 6        | 26 de agosto de 2018     | 5.427%                              | 5.599%                              | 6.4%                                |      |
| 7        | 1 de septiembre de 2018  | 2.440%                              | 2.647%                              | N/A                                 |      |
| 8        | 2 de septiembre de 2018  | 5.119%                              | 5.670%                              | N/A                                 |      |
| 9        | 8 de septiembre de 2018  | 4.389%                              | 4.526%                              | N/A                                 |      |
| 10       | 9 de septiembre de 2018  | 6.001%                              | 7.388%                              | N/A                                 |      |
| 11       | 15 de septiembre de 2018 | 5.506%                              | 5.999%                              | 6.8%                                |      |
| 12       | 16 de septiembre de 2018 | 7.086%                              | 8.275%                              | 8.4%                                |      |
| Promedio | Promedio                 | 4.931%                              | 5.564%                              | —                                   |      |

## Música
La serie estuvo conformada por 4 partes y un OST especial el cual estuvo conformado por 16 canciones:

### Parte 1
| No. | Intérprete  | Canción          | Letra | Canción | Notas |
| --- | ----------- | ---------------- | ----- | ------- | ----- |
| 1   | Kim Yeon-ji | "Voice" (목소리) | -     | -       | -     |
| 2   |             | "Voice" (Inst.)  | -     | -       | -     |

### Parte 2
| No. | Intérprete            | Canción                   | Letra | Canción | Notas |
| --- | --------------------- | ------------------------- | ----- | ------- | ----- |
| 1   | Black Nine (블랙나인) | "I Got Your Back"         | -     | -       | -     |
| 2   |                       | "I Got Your Back" (Inst.) | -     | -       | -     |

### Parte 3
| No. | Intérpretes     | Canción                     | Letra | Canción | Notas |
| --- | --------------- | --------------------------- | ----- | ------- | ----- |
| 1   | Yeseo (예서)    | "I Hear You"                | -     | -       | -     |
| 2   | Yeseo (예서)    | "I Hear You" (Inst.)        | -     | -       | -     |
| 3   | Desolate Circle | "Perfect Asymmetry"         | -     | -       | -     |
| 4   | Desolate Circle | "Perfect Asymmetry" (Inst.) | -     | -       | -     |

### Parte 4
| No. | Intérpretes                     | Canción                          | Letra | Canción | Notas |
| --- | ------------------------------- | -------------------------------- | ----- | ------- | ----- |
| 1   | myunDo & Choi Seo-hyun (최서현) | "Let Me Hear Your Voice"         | -     | -       | -     |
| 2   |                                 | "Let Me Hear Your Voice" (Inst.) | -     | -       | -     |
| 3   | Dmeanor (디미너)                | "Stay There"                     | -     | -       | -     |
| 4   |                                 | "Stay There" (Inst.)             | -     | -       | -     |

### OST Especial
| No. | Intérprete(s)                   | Canción                  | Notas                              |
| --- | ------------------------------- | ------------------------ | ---------------------------------- |
| 1   | Kim Yeon-ji                     | "Voice" (목소리)         | -                                  |
| 2   | Black Nine (블랙나인)           | "I Got Your Back"        | -                                  |
| 3   | Yeseo (예서)                    | "I Hear You"             | -                                  |
| 4   | Desolate Circle                 | "Perfect Asymmetry"      | -                                  |
| 5   | myunDo & Choi Seo-hyun (최서현) | "Let Me Hear Your Voice" | -                                  |
| 6   | Dmeanor (디미너)                | "Stay There"             | -                                  |
| 7   | 개미                            | "I Can Hear You"         | (canción principal, versión metal) |
| 8   | 이성구                          | "Shork"                  | -                                  |
| 9   | 박정환 (창작)                   | "Run Over"               | -                                  |
| 10  | 박윤서                          | "Devils"                 | -                                  |
| 11  | 박미선                          | "Here I Am"              | -                                  |
| 12  | 이건영                          | "Go to Hell"             | -                                  |
| 13  | 개미                            | "Mask Man"               | -                                  |
| 14  | 개미                            | "I Can Hear You"         | (versión ligera)                   |
| 15  | 이규옥                          | "Sentimental"            | -                                  |
| 16  | 박정환 (창작)                   | "Run Over 2"             | -                                  |

## Producción
El 2 de noviembre del 2017 la OCN confirmó la segunda temporada de la serie Voice, la cual sería titulada "Voice 2".
El 17 de abril del 2018 se confirmó que la actriz Lee Ha-na regresaría a la serie como Kang Kwon-joo, mientras que el actor Lee Jin-wook se uniría a la serie como Do Kang-woo, reemplazando al actor Jang Hyuk como protagonista masculino principal de la serie.
La serie fue dirigida por Lee Seung-yeong (이승영), quien contó con el apoyo del guionista Ma Jin-won (마진원).
Por otro lado la dirección creativa estuvo a cargo de Kang In-goo y Kim Mi-ra.
La primera lectura de guion fue realizada el 23 de mayo del 2018 en Studio Dragon, Sangam-dong, Seúl, Corea del Sur.
La serie contó con el apoyo de la compañía de producción "Content K" y "Studio Dragon".

### Recepción
Tras su estreno, la serie estableció el récord de calificación de estrenos más alta de un drama para la OCN. También superó las calificaciones que obtuvo su primera temporada Voice (2017) y eventualmente se convirtió en el drama mejor calificado de la cadena, rompiendo los récords de audiencia que anteriormente fueron impuestos por la serie "Tunnel".
Debido a la popularidad de la serie, en septiembre del 2018 la cadena oficialmente anunció que la serie había sido renovada para una tercera temporada, la cual fue estrenada en el 2019.